# Centrolobium microchaete
La tarara amarilla,   (Centrolobium microchaete)  es una especie de árbol de la familia Fabaceae. Es endémica de Bolivia, en el bosque Chiquitano. Está amenazada por pérdida de hábitat.

## Descripción
Es un árbol heliófilo, de gran porte, superior a 27 m de altura y hasta 13 dm de diámetro de fuste, recto, cilíndrico; a veces los primeros metros hueco; corteza agrietada, fisuras longitudinales; copa asimétrica. Hojas compuestas, imparipinnadas, 13-19-folíolos, de 6-9 cm de largo, pinnatinervados, en el envés, escamas amarillentas; haz, verde oscuro.
Floración anual, sincrónica; flores diminutas, amarillentas, en panículas terminales; cáliz persistente, y glándulas basales, 10-estambre (monadelfos), ovario sésil, a estipitado brevemente, punteado, glanduloso, 1-3 óvulos, estilo curvo. Fruto indehiscente, samaroide, ala distal, 1-2-semillas, cámara espinosa acicular;  estilo persistente como espina lateral; el, de tres veces el tamaño de la cámara, recubierta de escamas peltadas. Dispersión de semillas anemófila, hasta 100 m de distancia; gran cantidad de la semilla no es viable.

## Usos
En mueblería, ebanistería, artesanías, mangos de herramientas y de cubiertos, pisos, construcción. En el extranjero se conoce como "canarywood": madera canaria.